# Barlaam z Antiochie
Svatý Barlaam z Antiochie byl ve 4. století křesťanský mučedník.
Byl nevzdělaným rolníkem v Antiochii. Při pronásledování křesťanů císařem Diocletianem byl zajat a vězněn za svou víru. Byl nucen vzdát se své víry, což odmítl. Při mučení mu byla před modlou pálena ruka kadidlem a přitom držel žhavé uhlí v ruce. Nakonec byl zabit. O tomto mučení se zmiňují svatí Bazil Veliký a Jan Zlatoústý. V Antiochii mu byl zasvěcen kostel. Kostel je zmíněn Janem Malalasem.
Jeho svátek se slaví 19. listopadu.
V Martyrologium Romanum je psáno:
| „ | V Antiochii v Sýrii, svatý Barlaam, mučedník, rolník a analfabet, avšak silný v Kristově moudrosti, musel v ruce držet uhlí a kadidlo, aby obětoval bohům, vzdoroval v neochvějné víře zuřivým tyranům, získal palmu mučednictví. | “ |